# 第84回日劇學院賞
←第83回 - 第84回 - 第85回→
第84回日劇學院賞，針對2015年1月到3月在日本播出之冬季檔連續劇所做出的投票與評比。本季獲最多獎項的作品為《約會～戀愛為何物～》，共獲五項獎。

## 最優秀作品賞
1. 約會～戀愛為何物～
2. 阿政
3. 無間雙龍

- 讀者票：1.無間雙龍；2.錢的戰爭；3.約會～戀愛為何物～
- 記者票：1.約會～戀愛為何物～；2.阿政；3.問題餐廳
- 評審票：1.約會～戀愛為何物～；1.阿政；3.錢的戰爭；3.問題餐廳

## 主演男優賞
1. 草彅剛（錢的戰爭）
2. 生田斗真（無間雙龍）
3. 玉山鐵二（阿政）

- 讀者票：1.生田斗真（無間雙龍）；2.草彅剛（錢的戰爭）；3.玉山鐵二（阿政）
- 記者票：1.草彅剛（錢的戰爭）；2.生田斗真（無間雙龍）；3.玉山鐵二（阿政）
- 評審票：1.草彅剛（錢的戰爭）；2.玉山鐵二（阿政）；3.山田孝之（山田孝之的東京都北區赤羽）

## 主演女優賞
1. 杏（約會～戀愛為何物～）
2. 夏綠蒂·凱特·福克斯（阿政）
3. 中谷美紀（影子寫手）

- 讀者票：1.杏（約會～戀愛為何物～）；2.夏綠蒂·凱特·福克斯（阿政）；3.堀北真希（純白）
- 記者票：1.杏（約會～戀愛為何物～）；2.中谷美紀（影子寫手）；3.夏綠蒂·凱特·福克斯（阿政）
- 評審票：1.夏綠蒂·凱特·福克斯（阿政）；2.杏（約會～戀愛為何物～）；3.中谷美紀（影子寫手）

## 助演男優賞
1. 長谷川博己（約會～戀愛為何物～）
2. 小栗旬（無間雙龍）
3. 安田顯（問題餐廳）

- 讀者票：1.小栗旬（無間雙龍）；2.渡部篤郎（錢的戰爭）；3.中島裕翔（約會～戀愛為何物～）
- 記者票：1.長谷川博己（約會～戀愛為何物～）；2.小栗旬（無間雙龍）；3.中島裕翔（約會～戀愛為何物～）
- 評審票：1.長谷川博己（約會～戀愛為何物～）；2.安田顯（問題餐廳）；3.堤真一（阿政）

## 助演女優賞
1. 高畑充希（問題餐廳）
2. 松岡茉優（問題餐廳）
3. 小池榮子（阿政）

- 讀者票：1.上野樹里（無間雙龍）；2.木村文乃（錢的戰爭）；3.大島優子（錢的戰爭）
- 記者票：1.高畑充希（問題餐廳）；2.松岡茉優（問題餐廳）；3.小池榮子（阿政）
- 評審票：1.小池榮子（阿政）；2.大島優子（錢的戰爭）；3.木村文乃（錢的戰爭）

## 劇本賞
1. 古澤良太（約會～戀愛為何物～）
2. 坂元裕二（問題餐廳）
3. 羽原大介（日语：羽原大介）（阿政）

## 主題曲賞
1. 嵐《Sakura》（無間雙龍）
2. 中島美雪《麥之曲》（阿政）
3. 凱莉葩繆葩繆《問題女孩》（問題餐廳）

- 讀者票：1.嵐《Sakura》（無間雙龍）；2.東方神起《樱花路》（新娘暖簾4）；3.SMAP《華麗的逆襲》（錢的戰爭）
- 記者票：1.嵐《Sakura》（無間雙龍）；2.凱莉葩繆葩繆《問題女孩》（問題餐廳）；3.中島美雪《麥之曲》（阿政）
- 評審票：1.中島美雪《麥之曲》（阿政）；2.凱莉葩繆葩繆《問題女孩》（問題餐廳）；3.主題曲：chay《我試著愛上你》/ 片頭曲：The Peanuts《別再留戀》（約會～戀愛為何物～）

## 導演賞
1. 武內英樹、石川淳一（日语：石川淳一）、洞功二（約會～戀愛為何物～）
2. 並木道子、加藤裕將（日语：加藤裕将）（問題餐廳）
3. 山下敦弘、松江哲明（日语：松江哲明）（山田孝之的東京都北區赤羽）

## 特別賞
- 無間雙龍（副聲道）

## 評審及記者評語
- 關於草彅剛：「除了憤怒、狂氣的演技，最緊抓住人心的是當梢（木村文乃）悲傷時，溫柔的支持著她的神情」。
- 關於杏：「和怪人角色依子融為一體，讓依子成為了討人喜愛的人物」。
- 關於長谷川博己：「台詞即使節奏快速，感覺仍像一齣沒有旋律的音樂劇一樣的讓人容易吸收，表現很棒」。
- 關於高畑充希：「乍看詮釋出了一個不可思議女孩子的可愛內心，但向周圍表現出真正想法之前後，其細膩的表現令人驚喜」。
- 關於編劇古澤良太：「原來說道理的愛情故事是這樣子的嗎！令人豁然開朗。最終回的笑點比其他電視劇處理得更俐落爽快」。

## 外部連結
- 第84回日劇學院賞評審評語及獲獎感言